# Monkey on My Shoulder
Monkey on My Shoulder è un EP del cantautore britannico James Blunt, pubblicato il 4 giugno 2006 dalle etichette Atlantic e Custard Records.

## Descrizione
L'EP è una raccolta di canzoni demo scritte dal cantautore ed è stato pubblicato esclusivamente attraverso i Target store negli Stati Uniti ed è poi stato reso disponibile per il download digitale tramite iTunes. Era limitato a un certo numero di copie e non era disponibile nel Regno Unito. Il disco contiene cinque registrazioni demo di canzoni che sarebbero poi apparse nell'album di debutto in studio di Blunt, Back to Bedlam, o come b-sides dei singoli di quell'album. 
L'EP contiene un libretto che documenta i cambiamenti apportati alle registrazioni demo originali rispetto alle registrazioni finali. 

## Promozione
Dopo che le copie dell'EP sono diventate rare e introvabili, il rivenditore Target ha offerto una nuova versione deluxe di Back to Bedlam contenente due tracce acustiche aggiuntive sul disco 1 e l'EP come disco bonus esclusivo. Questa versione di Back to Bedlam è stata venduta esclusivamente in America.

## Tracce
1. Cry (Demo) – 2:57 (James Blunt, Sacha Skarbek)
2. High (Demo) – 3:43 (James Blunt, Ricky Ross)
3. Sugar Coated (Demo) – 3:50 (James Blunt, Sacha Skarbek, Jimmy Hogarth)
4. Goodbye My Lover (Demo) – 3:58 (James Blunt, Sacha Skarbek)
5. Butterfly (Demo) – 2:03 (James Blunt)